# 1930 Lucifer
För andra betydelser, se Lucifer (olika betydelser).
1930 Lucifer eller 1964 UA är en asteroid i huvudbältet som upptäcktes den 29 oktober 1964 av den amerikanska astronomen Elizabeth Roemer vid United States Naval Observatory Flagstaff Station. Den har fått sitt namn efter Lucifer i den kristna mytologin.
Asteroiden har en diameter på ungefär 34 kilometer.